# Library of America

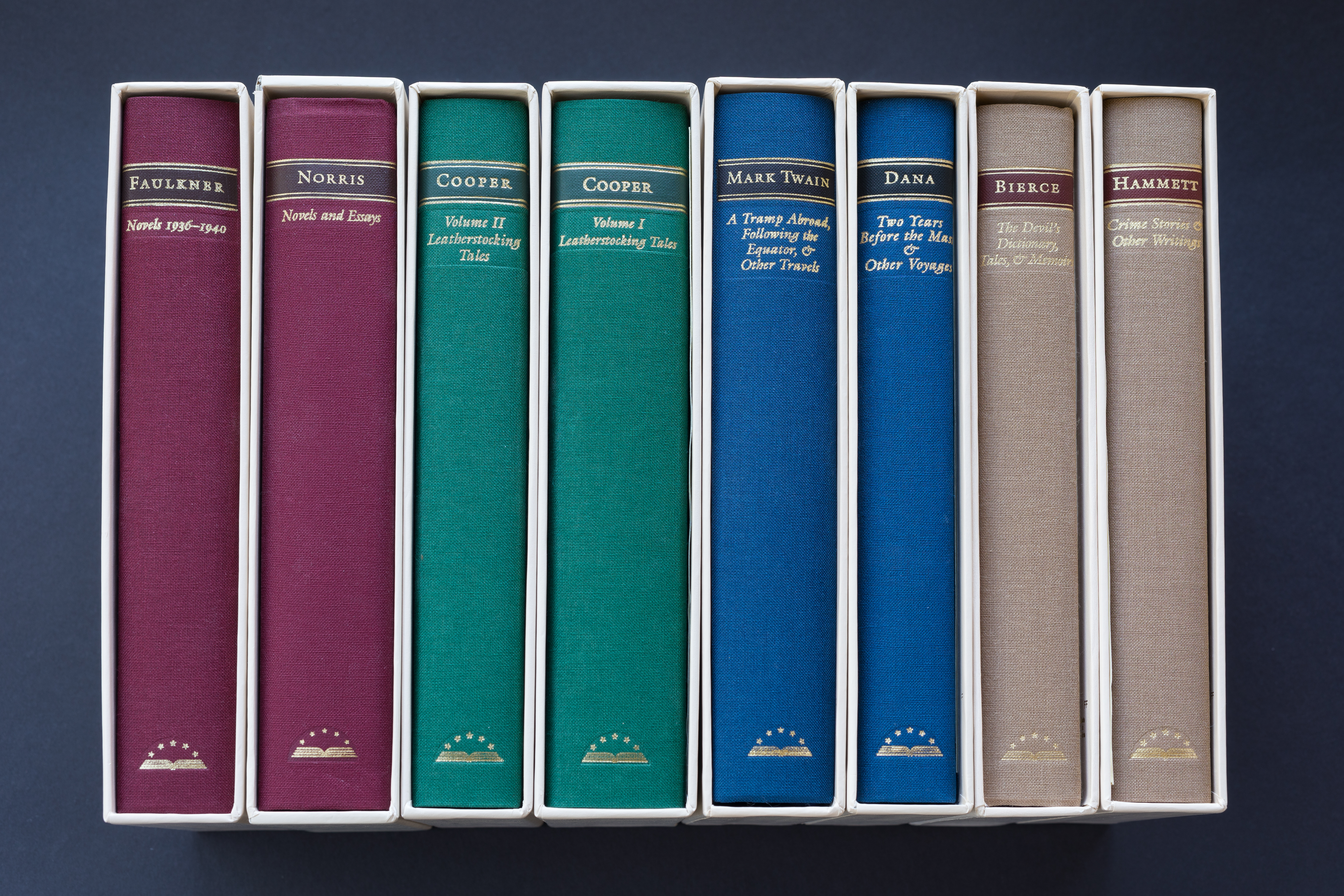
Exemple de livres édités par Library of America.

Library of America (LOA) est une maison d'édition sans but lucratif spécialisée dans la littérature américaine. Créée en 1979 sous l'impulsion du critique Edmund Wilson, la maison d'édition est fortement inspirée de la Bibliothèque de la Pléiade. Elle publie son premier volume en 1982 : celui-ci regroupe Taïpi, Omoo et Mardi, trois romans de Herman Melville. Depuis, plus de 300 volumes ont été publiés dans la collection.

## Histoire

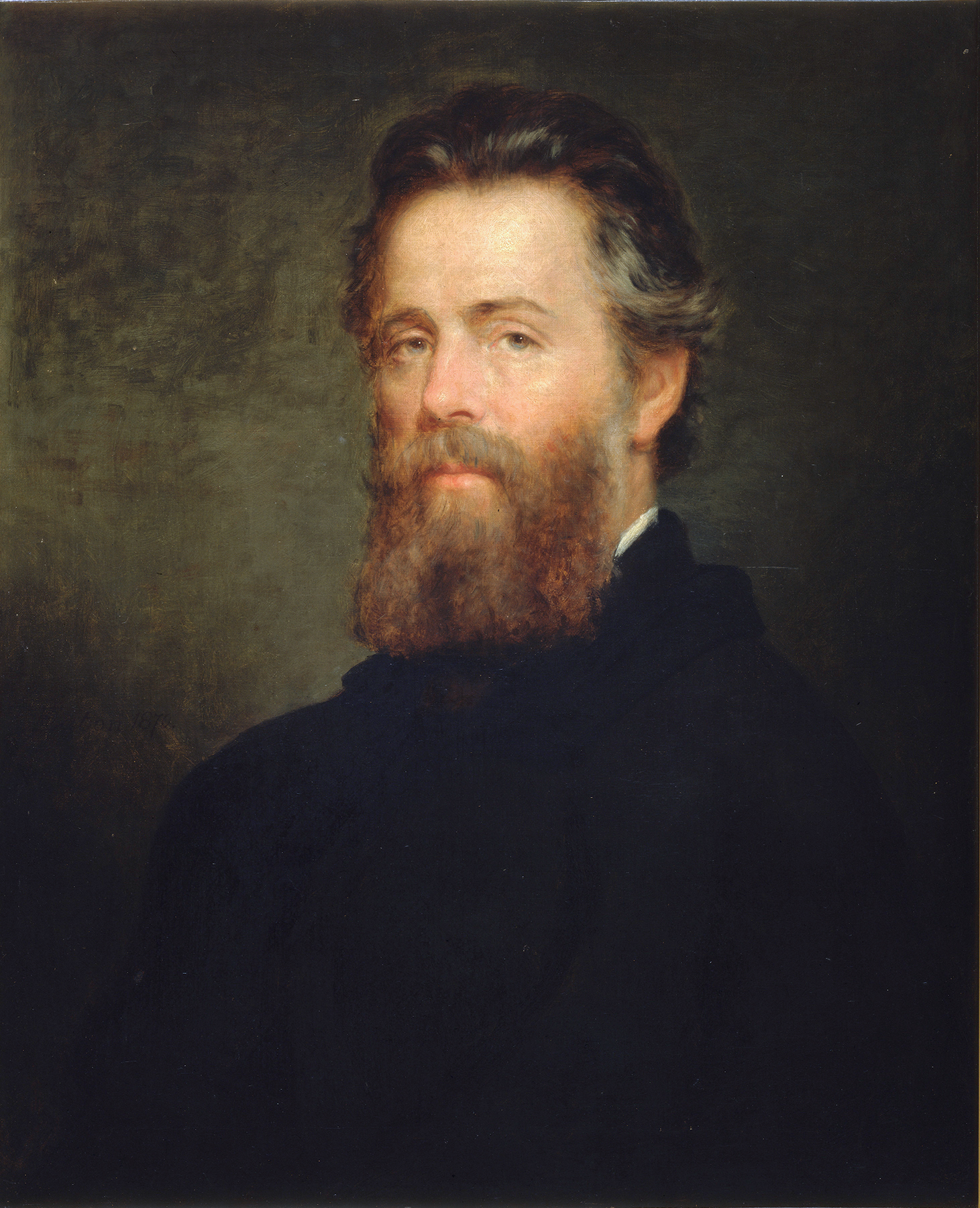
Herman Melville est le premier auteur publié, en 1982.

La collection française de la Bibliothèque de la Pléiade est l'inspiration majeure de la maison d'édition Library of America, telle que le souhaitait le critique littéraire Edmund Wilson.
Les membres fondateurs de la maison comptent notamment l'universitaire américain Daniel Aaron, ainsi que les éditeurs Helen Honig Meyer et Roger W. Straus, Jr.. Le conseil consultatif original comprend les auteurs et critiques littéraires suivants : Robert Penn Warren, C. Vann Woodward, R. W. B. Lewis, Robert Coles, Irving Howe et Eudora Welty. La maison d'édition est présidée par Cheryl Hurley.
Le premier volume est publié en 1982, soit dix ans après la mort d'Edmund Wilson. En plus de la publication de nombreux volumes se concentrant sur des auteurs uniques, la maison fait aussi paraître des anthologies sur des thèmes spécifiques : Writing New York dès 1998, dans une édition préparée par Phillip Lopate.
Library of America cherche à effectuer un travail de diffusion et de conservation de la culture littéraire américaine que ses membres jugent importante artistiquement et historiquement. Ainsi, les écrits sélectionnés de plusieurs présidents des États-Unis sont également publiés. Malgré la vente de plus de 250 000 volumes annuellement, le modèle de Library of America repose sur la contribution financière de particuliers ou d'organisations pour subvenir aux coûts de préparation, de publicité et d'impression des ouvrages. Comme dans le cas de la Pléiade, certains volumes peuvent être épuisés sans qu'une réimpression ne soit prévue.

## Charte de fabrication
Les ouvrages de Library of America répondent à une charte de fabrication exigeante. Les volumes sont imprimés sur un papier non acide mais à la durée de vie conséquente qui est approuvé par l'American National Standards Institute. Le tissu de la reliure est en viscose tissée. La méthode de reliure est contemporaine : la couture est située dans les plis de la page pour augmenter la durée de vie de l'ouvrage ainsi que pour permettre un plus grand confort de lecture. Les volumes comptent entre 700 et 1 600 pages. La police d'écriture utilisée est Galliard. Un ruban marque-pages est inclus dans le volume.